# تحفيز ضوئي

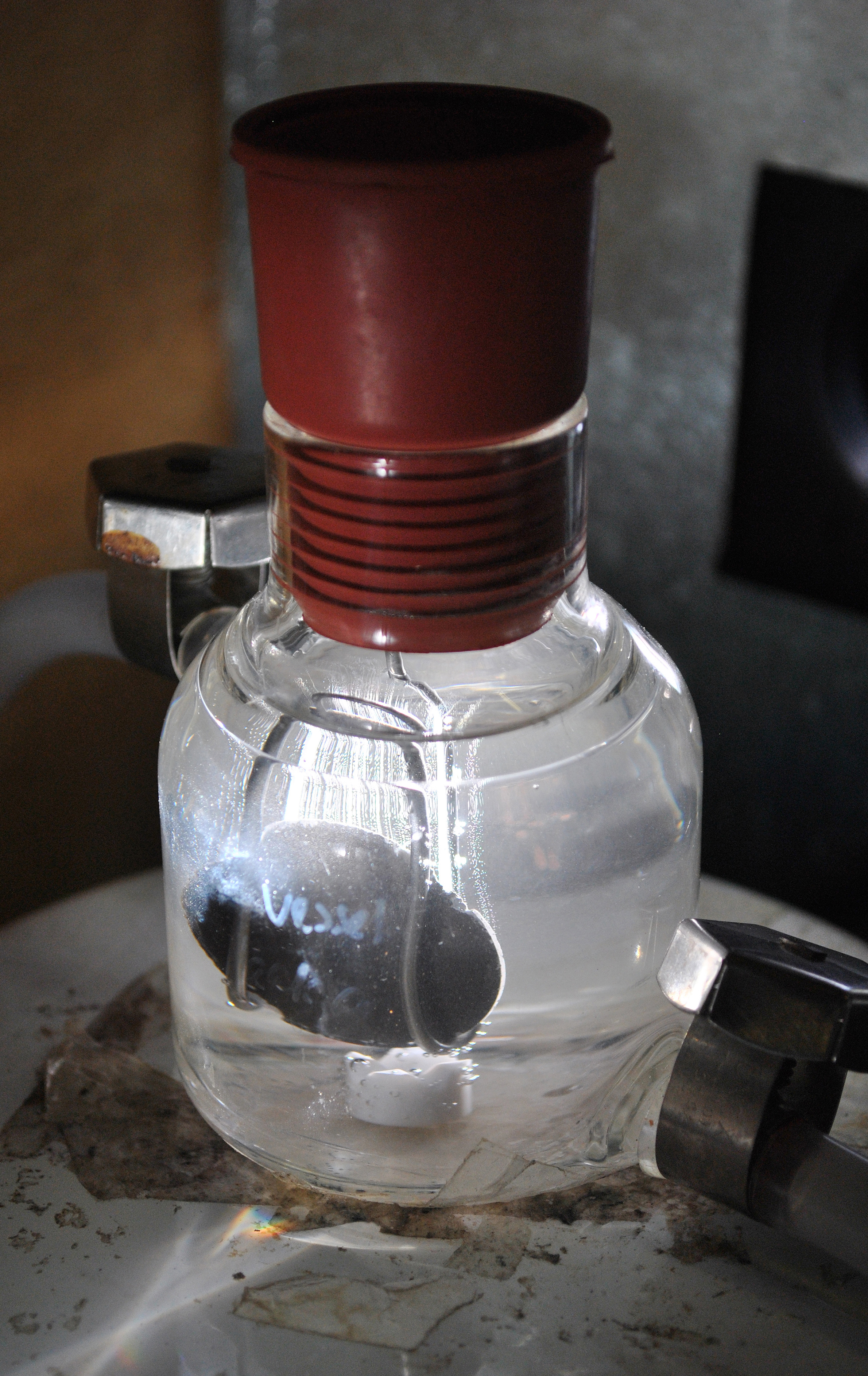
تجربة لتفاعل محفز ضوئياً باستخدام قرص من ثنائي أكسيد التيتانيوم.

التحفيز الضوئي (ملاحظة 1) هو عملية تسريع لمعدل سرعة تفاعل ضوئي باستخدام حفاز ملائم. يستلزم لحدوث تفاعل التحفيز الضوئي وجود حفاز يتأثر بفوتونات الضوء ليصل إلى حالة مثارة يتفاعل جراءها مع مادة متفاعلة موجودة في الوسط. فعلى سبيل المثال، تحدث عملية امتصاص للضوء لركازة في تفاعل التفكك الضوئي؛ ويعتمد نشاط التحفيز الضوئي على مقدرة الحفاز على تشكيل جذور كيميائية قادرة على الدخول في تفاعلات ثانوية. يمكن التمييز حسب أطوار المواد المتفاعلة بين التحفيز الضوئي المتجانس وغير المتجانس.
من أشهر الأمثلة على تلك التفاعلات إجراء تحليل كهربائي للماء ضوئياً باستخدام ثنائي أكسيد التيتانيوم TiO2.